# Абадиев, Японц Арскиевич
Япо́нц Арски́евич Абади́ев (ингуш. Аба́ьдана́ькъан А́рске Япо́нц; 1906, Насыр-Корт, Терская область, Российская империя — 1985, Назрань, Чечено-Ингушская АССР, РСФСР, СССР) — офицер-кавалерист, участник Великой Отечественной войны, гвардии подполковник, первый командир 255-го отдельного Чечено-Ингушского кавалерийского полка, а также командир 126-го полка 28-й кавалерийской дивизии, 297-го и 278-го кавалерийских полков 115-й Кабардино-Балкарской дивизии. Дважды был представлен к званию Героя Советского Союза — в 1942 и 1943 годах.

## Биография

### До войны

Я. А. Абадиев до начала войны

Родился в 1906 году в селе Насыр-Корт (ныне Насыр-Кортский АО г. Назрань). Ингуш по национальности. Имя «Японц» («Японец») Абадиеву дано в честь национальности японцы. Известны примеры нарекания ингушами своих детей именами, созвучными с этнонимами народов, которые воевали с ними и отличились, на их взгляд, достойным сопротивлением и отвагой (у ингушей существуют такие имена как «Германц», «Турке», «Араби», «Японц» и др.). Японц Абадиев — один из таких примеров. Он родился в годы русско-японской войны, в которой ингуши также приняли непосредственное участие.
Службу в рядах Красной Армии начал в 1924 году, поступив в Северо-Кавказскую кавалерийскую школу горных национальностей имени Будённого. Курсантом участвовал в ликвидации кулацких банд. В 1930 году, после окончания кавалерийской школы, был назначен командиром Ингушского кавалерийского эскадрона, который дислоцировался в городе Владикавказе. В том же году по представлению командира 28-й стрелковой дивизии А. Д. Казицкого, в которую входил вышеназванный эскадрон, Ингушским облисполкомом Японц Абадиев был награждён именным оружием — маузером, на котором была выгравирована надпись: «Майрача гӏалгӏай эпсара Абадиев Японцийна» («Храброму ингушскому офицеру Абадиеву Японцу»). В 1938 году вступил в члены ВКП(б). С 27 марта по 2 октября 1939 года являлся начальником штаба 39-го кавалерийского полка Отдельной Кавалерийской бригады горских национальностей. В 1940 году майор Абадиев исполнял обязанности заместителя командира 107-го кавалерийского казачьего полка 12-й кавалерийской дивизии под Армавиром.

### В годы Великой Отечественной войны
На фронтах Великой Отечественной войны Японц Абадиев с 27 июня 1941 года. Был назначен заместителем командира 117-го тяжёлого танкового полка, дислоцировавшегося под Смоленском, который тогда систематически подвергался вражеским бомбардировкам. В июле был назначен командиром 126-го полка вновь сформированной в городе Павлограде 28-й кавалерийской дивизии.
16 августа 1941 года командующий 6-й армии генерал Родион Яковлевич Малиновский поставил перед Абадиевым задачу: к шести часам утра выйти в район Сурск-Литовска и правым фланговым ударом оттеснить противника к Днепру. 19 августа полк под командованием Абадиева первым атаковал врага. Кавалеристы уничтожили две роты противника и полностью освободили село. Позднее, с 20 по 23 августа, Абадиев умело организовал отражение танковой атаки. Полк принял на себя основной огонь, и тем обеспечил выход дивизии из боя. Операция была выполнена. В октябре 1941 года Абадиев был ранен в голову, но оставался командовать полком. 5 ноября 1941 года был награждён Орденом Красного Знамени.

#### 255-й отдельный Чечено-Ингушский кавалерийский полк
В марте 1942 года Японц Абадиев был назначен командиром вновь сформированного 255-го отдельного Чечено-Ингушского кавалерийского полка. В своих воспоминаниях «От Терека до Эльбы» Герой Советского Союза Мавлид Висаитов писал:
Я был назначен начальником штаба 255-го отдельного Чечено-Ингушского полка. Командиром полка стал отличный кадровик майор Абадиев Японц Арскиевич — человек безудержной храбрости, воли и решительности.

#### 115-я Кабардино-Балкарская кавалерийская дивизия

Командир полка Японц Абадиев в составе 115 кавдивизии (1 ряд, в центре)

В мае 1942 года Японца Абадиева назначили командиром 297-го, а в июле 278-го полка 115-й Кабардино-Балкарской кавалерийской дивизии. С июля 1942 года в связи с прорывом немецких войск на южном крыле фронта 115-я кавдивизия участвовала в боях по отражению наступления в направлении Северного Кавказа и Сталинграда и в тяжёлых боях в междуречье Дона и Волги. 12 июня дивизия была поднята по тревоге. Был получен приказ: выступить против 4-й танковой армии. Кавалеристы атаковали танки. В этом сражении дивизия понесла огромные потери. Сам Абадиев позднее вспоминал:
Самый горячий бой произошёл у станицы Константиновской. На поле боя осталось лежать более половины дивизии.
30 июля левофланговым частям 51-й армии, куда входила 115-я кавалерийская дивизия, было приказано нанести контрудар в направлении на Николаевскую, Константиновскую. Вечером 29 июля 115-я кавалерийская дивизия заняла исходное положение для наступления в районе Большой и Малой Мартыновки, однако немецкие танковые войска атаковали раньше. Ворвавшись в Большую Мартыновку, они смяли подразделения и штаб генерал-майора Б. А. Погребова, на которого было возложено руководство группой войск в этой операции, и тем самым обезглавили управление войсками, которые ещё не успели перейти в наступление. Но, несмотря на это, 115-я кавалерийская дивизия совместно с 302-й стрелковой дивизией, выполняя поставленную задачу, атаковали немецкую танковую часть. Бой продолжался весь день. Кавалеристы Абадиева и солдаты других полков сражались до последнего. Но немецким войскам всё же удалось прорвать фронт обороны в районе Цимлянской, в стыке между 91-й и 157-й стрелковыми дивизиями.
Осуществляя командование полками, Абадиев проявил себя отличным военачальником и храбрым солдатом во всех боевых действиях, в которых принимала участие его дивизия с мая по октябрь 1942 года. В докладе командования Военному Совету 51-й армии была дана такая оценка 115-й кавдивизии и её командному составу:
Несмотря на исключительно трудные условия боёв, огромный перевес противника в живой силе и особенно в технике, личный состав 115-й кавдивизии бился с фашистами стойко, мужественно, не жалея своей жизни для выполнения боевого приказа командования. Командный состав показал себя исключительно стойким, являя личный пример храбрости и отваги, увлекая за собой подчинённых. Особенно отважными в боях показали себя командиры и комиссары полков.
В ходе ожесточённых летних боёв 1942 года 115-я кавалерийская дивизия почти полностью была уничтожена — погибло около 4 тысяч бойцов. В одном из боёв командир полка Я. Абадиев был тяжело ранен и остался лежать под обстрелом на поле битвы. Его конь, ухватившись зубами за ремень и одежду, взвалил на себя своего всадника и вынес с поля боя, тем самым спас ему жизнь. 19 октября 1942 года из-за больших потерь дивизия была расформирована, а из оставшихся подразделений были сформированы истребительно-противотанковый дивизион и отдельные дивизионы разведки, которые были переданы в состав 4-го кавалерийского корпуса. Командир полка Японц Абадиев попал в госпиталь. После выздоровления попал на службу в резервные части, откуда его направили на краткосрочные курсы Военной академии им. М. В. Фрунзе, после окончания которых недолго преподавал в Арзамасской высшей офицерской штабной школе, а затем вновь прибыл на фронт. В 1943 году под Сталинградом, на высоте 220 у реки Хопёр, на командном пункте, где шло совещание по поводу рекогносцировки местности для нанесения неожиданного удара по немецким захватчикам, генерал-лейтенант К. К. Рокоссовский объявил, что им подана реляция о присвоении звания Героя Советского Союза подполковнику Абадиеву Японцу Арскиевичу.
Согласно официальной версии руководства Ингушетии, а также свидетельству ветерана ВОВ майора Имагожева Алаудина Албастовича, также принимавшего участие в боях на подступах к Кавказу и Сталинграду, Японц Абадиев дважды представлялся к званию Героя Советского Союза: в 1942 (в период во время и после тяжёлых летне-осенних боёв) и в 1943 годах. Однако эта награда ему так и не была вручена.

### После войны
23 февраля 1944 года семья Абадиева была депортирована, а сам Японц Абадиев был отозван с фронта и направлен в Чкалов командиром резервного полка. Затем он был назначен заместителем командира 28-го запасного полка, который дислоцировался в Башкирии.
После окончания Великой Отечественной войны служил заместителем командира батальона в г. Горьком, затем командиром строительных батальонов, дислоцированных во Владимире, Рязани, Москве, Березниках и Куйбышеве. В Куйбышеве он похоронил свою мать и оставался там жить вплоть до начала 80-х годов.
В середине 50-х годов Абадиев в звании подполковника вышел в отставку. После выхода на пенсию вёл активную военно-патриотическую работу среди молодёжи, выступал с лекциями для учащихся.
Умер Японц Абадиев в 1985 году в Назрани.

## Награды
- орден Ленина (вручён после смерти Абадиева его родственникам)[5][15];
- два ордена Красного Знамени (первый — 5 ноября 1941[16])[5][7];
- орден Отечественной войны I степени (23 декабря 1985)[17][18];
- медали[6].

## Память
На мемориальном кладбище Мамаева кургана в Волгограде установлены 7 памятных плит с именами 84 воинов-ингушей, оборонявших Сталинград. Этот список возглавляет Японц Абадиев.
В феврале 2012 года между руководством Департамента культурного наследия Министерства культуры РФ, музея-заповедника «Сталинградская битва» и руководством Республики Ингушетия было достигнуто соглашение по вопросу установления мемориальной плиты на Мамаевом кургане с именем Японца Арскиевича Абадиева.